# Moravský archeologický klub
Moravský archeologický klub byl klub badatelů, který byl založen za účelem sdružení a organizace všech moravských praktických amatérských archeologů. Založil jej v roce 1906 Inocenc Ladislav Červinka (1869–1952).

## Historie a činnost
Ustavující schůze Moravského archeologického klubu byla svolána v Brně 23. prosince 1906 ustavujícím výborem ve složení: Inocenc Ladislav Červinka, František Černý, Alois Procházka, Antonín Gottwald a Josef Stávek. Mezi zakládajícími členy byli též např. Jaroslav Palliardi či Martin Kříž. Tiskovým orgánem Moravského archeologického klubu byl odborný a specializovaný časopis Pravěk.
V roce 1911 vznikla v rámci Moravského archeologického klubu Archeologická komise, která měla za úkol koordinovat výkopy zejména venkovských amatérských archeologů. V roce 1913 byla založena též Komise pro historicko-archeologický výzkum Děvína.
Výbor Moravského archeologického klubu se snažil prosazovat své zájmy v oblasti zákonodárství, týkající se péče o pravěké památky.
Docházelo však k neshodám s Moravskou muzejní společností, resp. s Moravským zemským muzeem, které se týkaly terénních výzkumů prováděných soukromníky a předávání nálezů muzeu. Rozpory ustaly až v roce 1918, kdy byl založen Státní archeologický ústav, a zejména poté, kdy předseda Moravského archeologického klubu se stal konzervátorem Státního archeologického ústavu a zaměstnancem muzea.
Po první světové válce se Moravský archeologický klub věnoval především praktické archeologii a publikování výsledků výzkumů. Nechyběl také zájem o společenský život členů klubu. Na valné hromadě Moravského archeologického klubu 9. prosince 1934 byl předsedou zvolen ještě opět Inocenc Červinka. Ve vedení klubu však stále narůstal vliv prof. Emanuela Šimka, Inocenc Červinka se tudíž necítil v klubu příliš spokojen a na podzim roku 1935 rezignoval na předsednictví a z Moravského archeologického klubu vystoupil. 5. ledna 1936 pak byl valnou hromadou zvolen předsedou Moravského archeologického klubu Emanuel Šimek.
Moravský archeologický klub poté prakticky přesídlil na katedru Ústavu pro prehistorii a protohistorii, kde profesor Šimek působil. Hned následující rok byla v Brně uspořádána třídenní oslava 30. výročí vzniku Moravského archeologického klubu, zaměřená na dobu slovanskou a velkomoravskou. Při této příležitosti byl Emanuel Šimek jmenován čestným členem klubu.
Během druhé světové války, po uzavření škol, kdy se profesor Šimek s rodinou odstěhoval do svého sídla na Šumavě, snažil se udržet při životě alespoň činnost Moravského archeologického klubu.